# Быхов
Бы́хов (бел. Бы́хаў) — город в Могилёвской области Беларуси, расположенный в 50 км от Могилёва. Административный центр Быховского района.
Численность населения — 16 296 человек (на 1 января 2025 года).

## Геральдика
Герб и флаг утверждены решениями Быховского районного исполнительного комитета от 30 ноября 2001 года № 11-2 и Быховского районного Совета депутатов от 28 декабря 2001 года № 15-7. Зарегистрированы в Гербовом матрикуле 9 августа 2002 года № 97.

## История

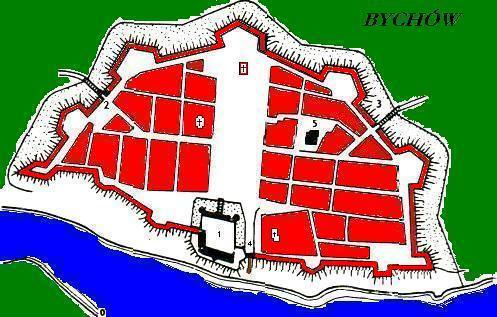
Быховская крепость в XVII в.

Здесь находилась одна из лучших людвисарен XVI—XVIII веков, где мастера самой высокой квалификации изготавливали пушки, ядра, пули и многое другое, без чего в средние века в Европе жить было просто нельзя. При литейной пушечной мастерской находилась и знаменитая быховская оружейная школа.
Быхов (районный центр области, город на правом берегу Днепра). Известен как Старый Быхов по документам с XIV в. Быховом владели князья Друцкие, после них город перешёл к Гаштольдам. В 1542 году владение магнатов Ходкевичей (XVI в.), в 1628 владельцами города стали Сапеги.
В конце XVI — начале XVII в. гетман Великого княжества Литовского К. Ходкевич, а затем Сапега превращают Быхов в мощную крепость. Земляные валы, рвы, бастионы полукольцом замкнули территорию города, восточная сторона которого выходила к обрывистому берегу Днепра. Центром композиции поселения стал Быховский замок: он располагался в головном месте плана, над Днепром, перед ним простиралась обширная площадь, по обеим сторонам которой были разбиты на регулярных началах жилые кварталы. Площадь разделяла территорию города на две части и была плацем для обучения солдат гарнизона крепости. Через площадь с севера на юг пролегла главная улица, которая замыкалась Могилёвскими и Рогачёвскими въездными воротами-брамами.
Быхов представлял пример города-крепости для размещения и службы значительного войска магната. О высокой роли укреплённого города в баталиях прошлых эпох свидетельствует история: в войну 1648—1654 гг. некоторое время здесь находились в осаде войска Ф. Гаркуши (1648 год), в русско-польскую войну 1654—1667 гг. — И. Золотаренко (1655 год), в Северную войну 1700—1721 гг. крепость дважды претерпела осаду.
В 1662 году по Днепру мимо города проезжал австрийский дипломат и путешественник Мейерберг Августин, который упомянул это событие в своем донесении.
В XVII—XVIII вв. в городе было лишь два монументальных каменных сооружения: замок феодала и синагога, все остальные постройки были деревянными. В условиях осад и пожаров они уничтожались. Сохранились со значительными потерями, только замок и синагога. Существующая православная церковь находится в отдалении от старых памятников архитектуры и не связана с ними архитектурно-планировочной композицией, что объясняется более поздним временем её строительства (XIX в.).

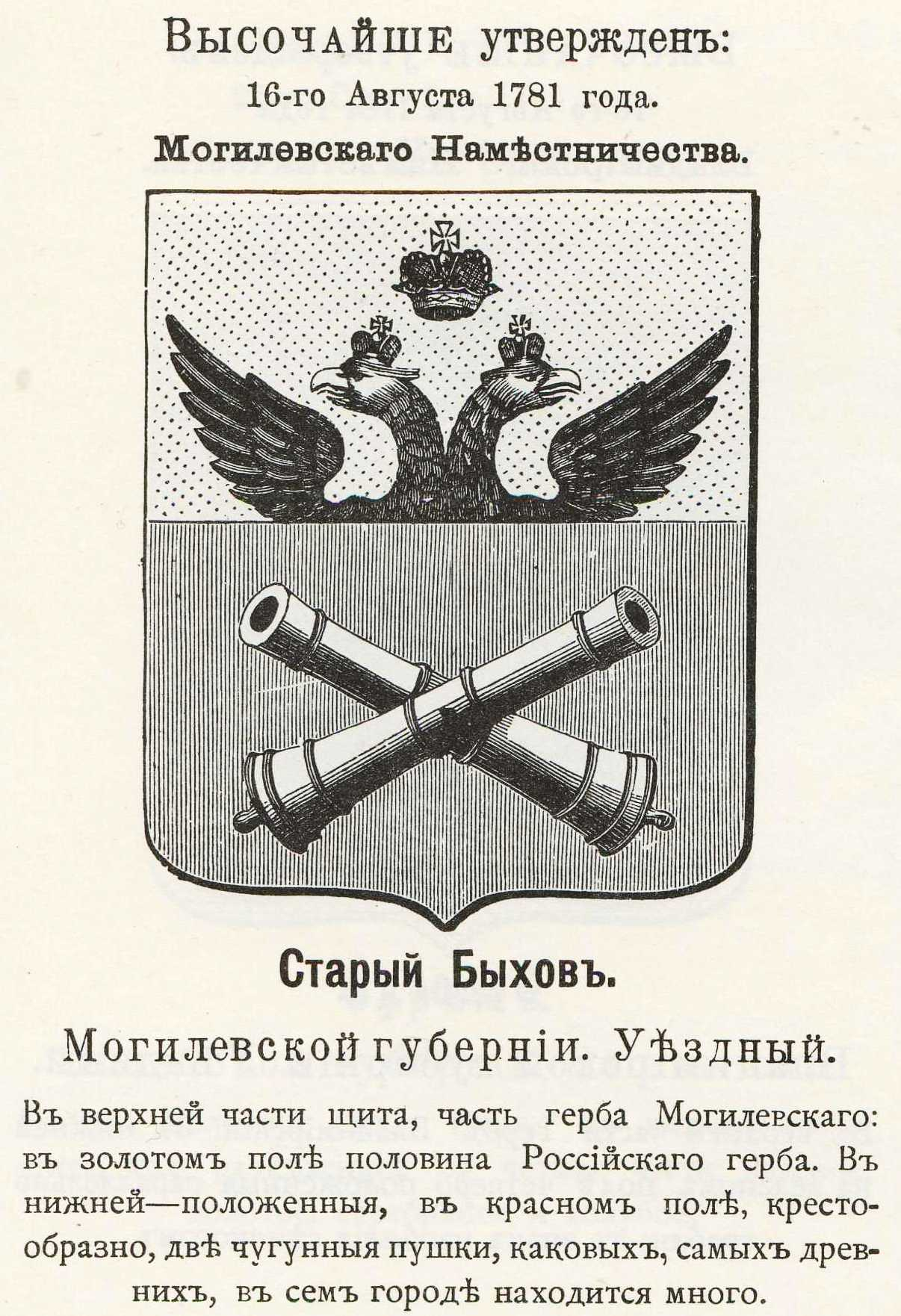
Русский военный герб Быхова — две скрещённые пушки (1781)

В начале XVIII века Быхов дважды пережил осаду. Сначала в 1702 году в ходе «Домашней войны» войска антисапегской коалиции осадили оплот Сапег, после чего город стал владением генерала артиллерии К. К. Синицкого. Затем во время Северной войны (1700—1721), когда К. К. Синицкий принял сторону нового короля Речи Посполитой Станислава Лещинского, Быхов был после долгой осады (почти месяц) взят русской армией и почти весь сожжён. Более семи лет в Быхове находился русский гарнизон.
Летом 1706 года по пути в Киев в Быхове побывал Пётр I.
В 1720 году упоминаются церкви Святого Спаса и Святого Юрия.
При первом разделе Речи Посполитой в 1772 Быхов отошёл к России, в следующем году записан уездным городом. План Быхова утверждён в 1778, герб — в 1781. Герб представлял собой щит, на красном фоне которого изображены две пушки накрест. В 1796 году назначен уездным городом.
5 ноября 1842 года в городе было учреждено двухклассное приходское училище, вместо одноклассного приходского училища которое содержалось монастырём Каноников Регулярных до передачи в казну населённых, принадлежащих им имений.
В конце XIX века в городе проживало около шести с половиной тысячи человек, в основном белорусы (3 077 человек) и евреи (3 036 человек). С 1902 Быхов — железнодорожная станция.
С 12 сентября по 20 ноября 1917 года в двухэтажном здании женской гимназии содержались участники корниловского заговора (см. Быховское сидение) во главе с Лавром Георгиевичем Корниловым. 20 ноября 1917 года Корнилов во главе Текинского конного полка, провожаемый горожанами, покинул Быхов и ушёл на Дон. Определение «Быховец» среди участников Белого движения было одним из самых почётных.
Город был оккупирован германскими войсками во время немецкого наступления в 1918 году. После Ноябрьской революции в Германии контроль над городом вернула советская власть.
По переписи 1939 года, в городе проживало 11 026 человек, из которых белорусов было 6749 (61,2 %), евреев — 2295 (20,8 %), русских — 1354 (12,3 %), украинцев — 552 (5 %).
8 июля 1941 года передовые части немецкого 46-го моторизованного корпуса подошли к Могилёву и после бомбардировки люфтваффе атаковали передний край 172-й стрелковой дивизии на стыке 514-го и 388-го стрелковых полков. Вклинившись в оборону дивизии, немецкие части потеряли не менее 40 танков, в связи с чем они прекратили фронтальные удары и вышли севернее Шклова и у Быхова с целью танкового прорыва по сходящимся направлениям для обхода и окружения узла сопротивления у Могилёва. Евреев города нацисты согнали в гетто, и уже осенью 1941 года почти всех убили.
До начала 1990-х годов в Быхове действовал военный аэродром, располагались гарнизон морской авиации Балтийского флота и база ракетоносцев Ту-16, которые впоследствии были заменены на Ту-22М3.
20 октября 1995 года административные единицы Быховский район и город Быхов, имеющие общий административный центр, объединены в одну административную единицу — Быховский район.

## Население
Численность населения — 16 296 человек (на 1 января 2025 года).
| Численность населения с 1897 года:                                                              |
| Графики недоступны из-за технических проблем. См. информацию на Фабрикаторе и на mediawiki.org. |

| Год            | 1897 | 1939    | 1959    | 1970    | 1979    | 1989    | 2006    | 2018    | 2020    | 2023    | 2024    | 2025    |
| -------------- | ---- | ------- | ------- | ------- | ------- | ------- | ------- | ------- | ------- | ------- | ------- | ------- |
| Население чел. | 6400 | ▲11 026 | ▲13 227 | ▲17 371 | ▲18 048 | ▲20 049 | ▼17 441 | ▼17 185 | ▼17 100 | ▼16 426 | ▼16 349 | ▼16 296 |

| Национальный состав по переписи 2009 года | Национальный состав по переписи 2009 года | Национальный состав по переписи 2009 года | Национальный состав по переписи 2009 года | Национальный состав по переписи 2009 года | Национальный состав по переписи 2009 года | Национальный состав по переписи 2009 года | Национальный состав по переписи 2009 года | Национальный состав по переписи 2009 года | Национальный состав по переписи 2009 года | Национальный состав по переписи 2009 года | Национальный состав по переписи 2009 года | Национальный состав по переписи 2009 года |
| Всего (2009)                              | белорусы                                  | белорусы                                  | русские                                   | русские                                   | украинцы                                  | украинцы                                  | поляки                                    | поляки                                    | евреи                                     | евреи                                     | татары                                    | татары                                    |
| ----------------------------------------- | ----------------------------------------- | ----------------------------------------- | ----------------------------------------- | ----------------------------------------- | ----------------------------------------- | ----------------------------------------- | ----------------------------------------- | ----------------------------------------- | ----------------------------------------- | ----------------------------------------- | ----------------------------------------- | ----------------------------------------- |
| 17 031                                    | 15 238                                    | 89,47 %                                   | 1355                                      | 7,96 %                                    | 294                                       | 1,73 %                                    | 17                                        | 0,1 %                                     | 15                                        | 0,09 %                                    | 14                                        | 0,08 %                                    |

## Транспорт
Железнодорожная станция: на линии Могилёв — Жлобин. Автодороги: связан с Могилёвом, Рогачёвом и с автомагистралями Могилёв — Гомель, Могилёв — Бобруйск.

### Велодвижение
Велодвижение в Быхове и Мостах, городах с численностью населения 16-17 тысяч жителей, заметно более активное, по сравнению с более крупными городами: тут на велосипедах совершается около 8 % поездок. Для сравнения: в Минске 1 %.

## Экономика
- Быховский филиал ОАО «Булочно-кондитерская компания „Домочай“» (могилёвского областного производителя хлебобулочных изделий)
- Быховский филиал ОАО «Могилёвская молочная компания „Бабушкина крынка“» (могилёвского областного производителя молочных изделий)
- ОАО «Быховский консервно-овощесушильный завод» — производит овощные, мясорастительные, мясные консервы, соусы, кетчупы, томатная паста, соки, повидло, варенье, джемы[28]
- Филиал «Белмит» ЗАО «Серволюкс Агро» (производит сардельки, сосиски, колбасы варёные, полукопчёные, варёно-копчёные, сырокопчёные, ветчины, рулеты[29])
- Быховское РайПО (Структурное подразделение Могилевского РайПО) — сеть предприятий розничной торговли
- ОАО «Бабушкина Крынка» (управляющая компания холдинга "Могилёвская молочная компания «Бабушкина крынка») — производит молочную продукцию: сухое молоко, масло, спред, сыворотку
- ГУК ДСП «ПМК-247» — строительное предприятие, осуществляющее производство строительно- монтажных работ
- ГЛХУ «Быховский лесхоз» — лесохозяйственная деятельность, переработка, заготовка древесины
- ЧТУП «Лесоруб и К» — переработка древесины. Активно сотрудничает с зарубежными заказчиками
- Швейный цех ОАО «Моготекс» — производство специальной и форменной одежды[30]
- СЗАО «Агролинк» — птицефабрика по выращиванию кур родительского стада

## Культура

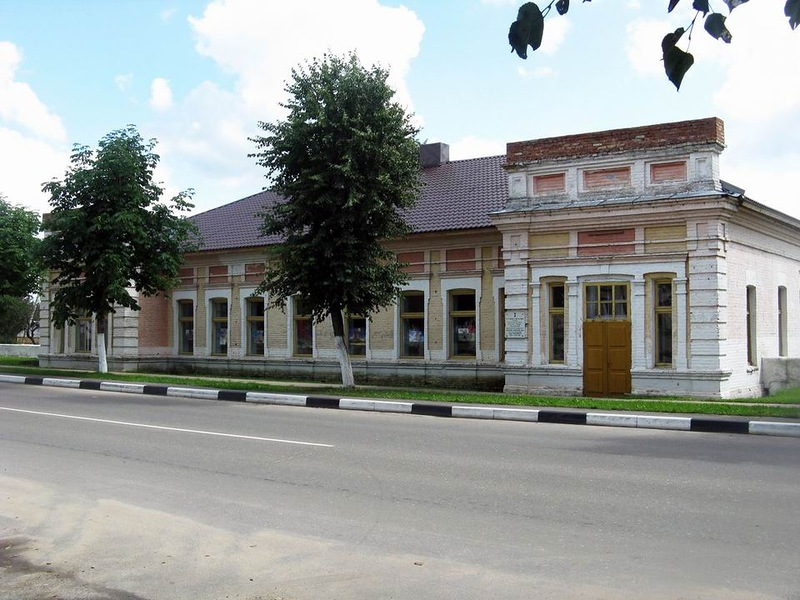
Быховский районный историко-краеведческий музей

- Школа художественных ремёсел (открыта 1 сентября 2008 года[31])
- Центр культуры, народного творчества и ремёсел
- Детская школа искусств
- Районный Центр культуры
- Быховский центр туризма, краеведения и экскурсий детей и молодёжи
- Быховский районный историко-краеведческий музей
- Кинотеатр «Родина». Построен в послевоенный период, в 1953 году. Ко Дню белорусской письменности 31 августа 2013 года, после реконструкции город получил обновленный кинотеатр на 98 мест, в том числе 4 для людей с ограниченными физическими возможностями[32].

## События и мероприятия
- 1 сентября 2013 года прошёл XX День белорусской письменности[33]
- 2 июня 2019 года Быхов принял эстафету огня II Европейских игр[34]
- 6-15 сентября 2023 года — Марафон «17 граней единства», приуроченный ко Дню народного единства[35]

## Достопримечательности

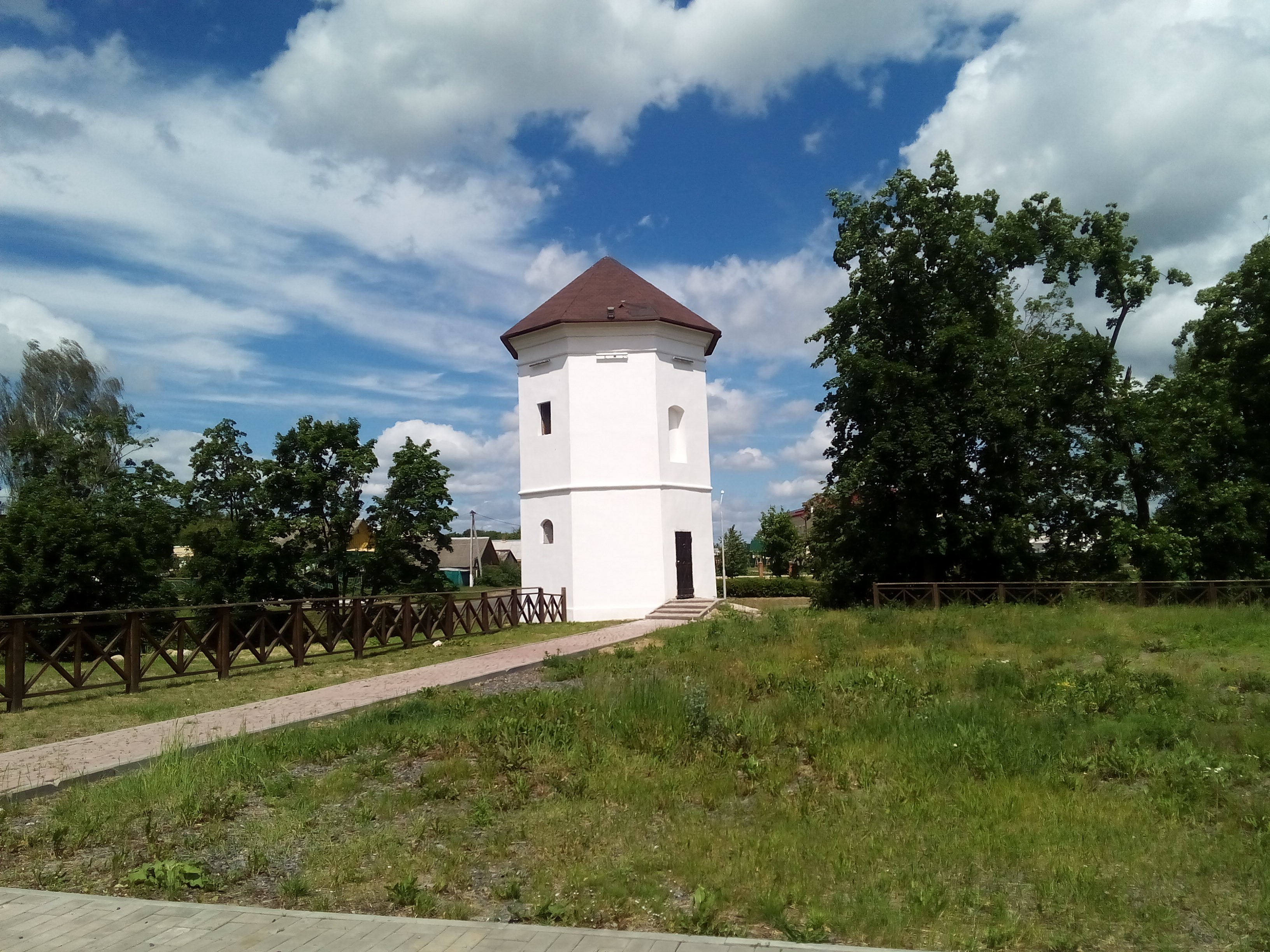
Быховский замок

- Феодальный Быховский замок XVII века, построен в 1610—1619 гг. великим гетманом литовским Яном Каролем Ходкевичем, как оборонное сооружение. Был обнесён земляными валами, окружён рвом с водой, укреплён гранёными оборонительными башнями. С севера внутренний двор отделён крепостной стеной. В замке, ориентированном к Днепру, размещались парадные залы и жилые комнаты, вход в которые шёл через аркадную галерею. Сохранился частично.
- Синагога, памятник архитектуры барокко начала XVII века, с толстыми, почти двухметровыми стенами, круглой башней и бойницами — она запирала вход из прилегавших улиц северо-западной части города. Имеет простые карнизы, неглубокие прямоугольные ниши. Окна с полуциркулярными арочными завершениями размещены высоко. Квадратный зал внутри разделён четырьмя столбами на девять равных частей, перекрытых сводами[36].
- Троицкая церковь XIX века, украшенная высокой трёхъярусной колокольней (яркий памятник деревянного зодчества).
- Здание бывшей мужской гимназии
- В 10 километрах от Быхова у агрогородка Лудчицы есть высота — место жестоких боёв в 1944 году. На штабных картах она была обозначена отметкой 150,9. В 1984 году на этой высоте открыт Мемориал воинской славы.
- В 10 километрах от Быхова находится агрогородок Борколабово, вошедший в историю как место создания культурного памятника белорусской письменности начала XVII века — Баркулабовской летописи. Хронологически она охватывает период с 1545 г. по 1608 г.

### Памятник, скульптура
- Памятник В. И. Ленину
- Мемориал морской славы
- Памятник Марату Козлову
- Памятник воинам-интернационалистам
- Памятник — самолёт Су-24М
- Братская могила, Октябрьская площадь —  Историко-культурная ценность Республики Беларусь, шифр 513Д000154.
- Памятная стела авиаторам 57-й Смоленской морской ракетоносной авиационной дивизии Балтийского флота (базировавшейся в Быхове до 1994 года). Стела была воздвигнута в 1970-х годах в микрорайоне Быхов-1. На стеле установлен макет самолёта Ил-4, под которым нанесен текст: «Верным сынам Отчизны, мужеству, героизму авиаторов Смоленской дивизии, павшим за Родину в Великой Отечественной войне 1941—1945 гг.»
- Мемориал в честь вице-адмирала Русакова С. В. Открыт 19 мая 2016 года на территории ГУО «Гимназия города Быхова» Могилёвской области, которую окончил С. В. Русаков.
- Мемориал морской славы (28.10.2016), ул. Ленина, около районного историко-краеведческого музея. На валуне закреплена плита с надписью: «Всем военным морякам Быховщины, честно и добросовестно отдавшим свой воинский долг в море, на земле, под водой и в воздухе». На камне — «роза ветров», а на его вершине — орёл — символ мужества и героизма.
- Памятник командиру 1210-го стрелкового полка, гвардии полковнику Петру Юзефовичу (2019).
- Памятный знак пограничникам всех поколений (2022).

### Жанровая скульптура, арт-объекты
- Монументально-скульптурная композиция «Баркулабовская летопись». Установлена на Центральной площади.
- Скульптура «Пастушок». Установлена у входа в замковый парк.
- Скульптура «На ростанях». Установлена около железнодорожного вокзала.

## Галерея

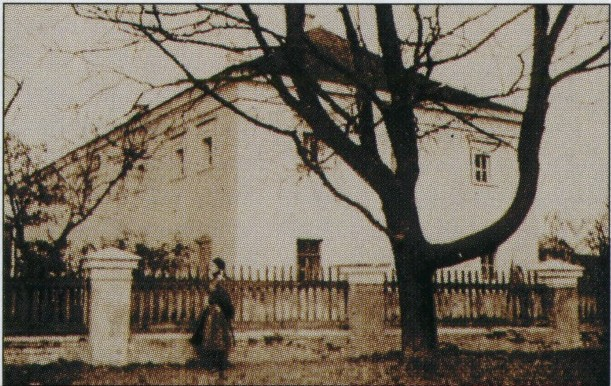
Быховская тюрьма. Здание бывшей женской гимназии.
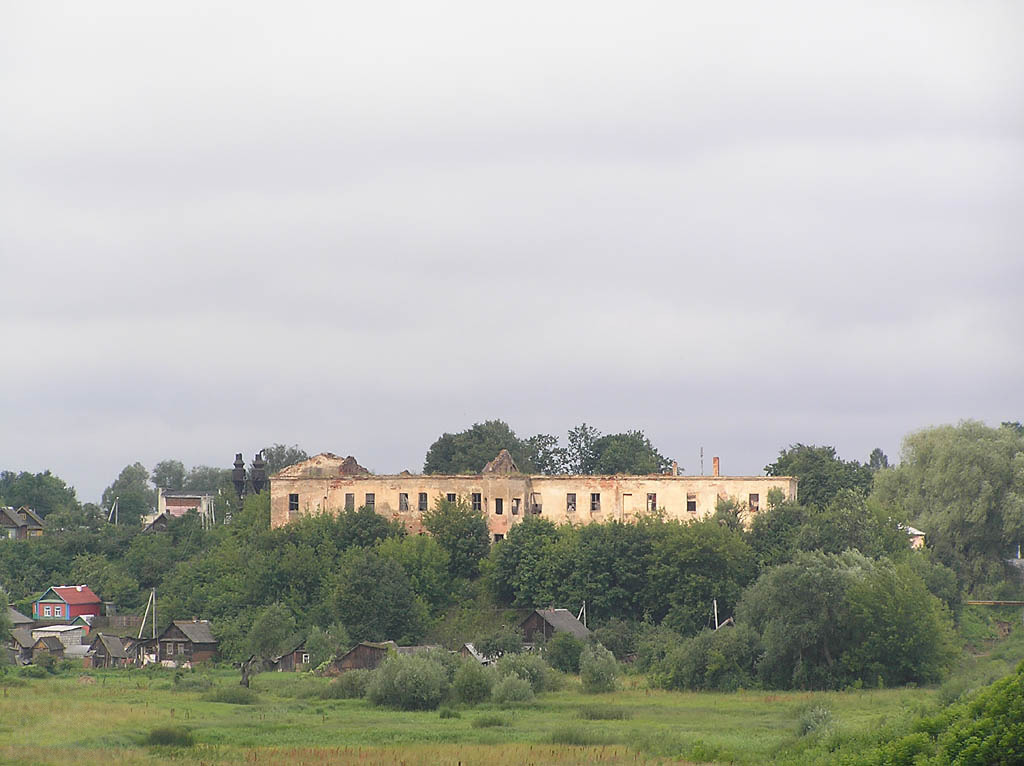
Быховский замок
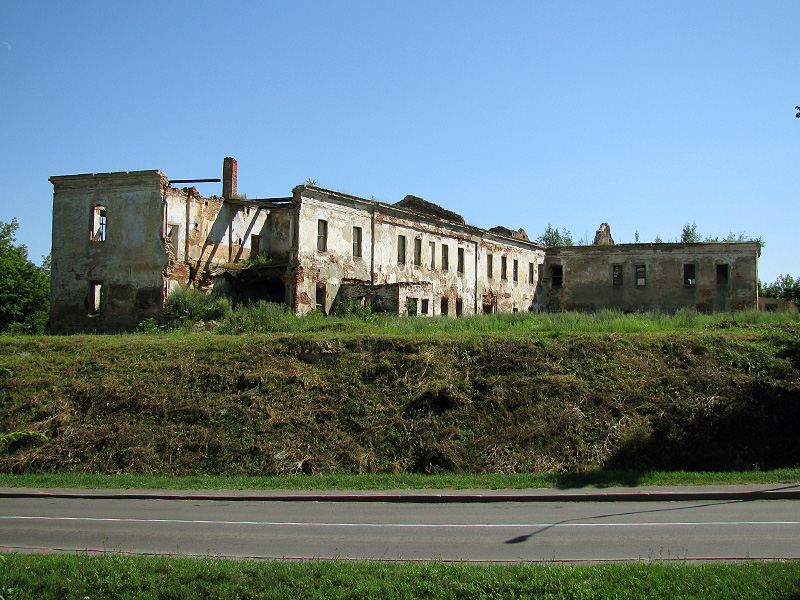
Быховский замок
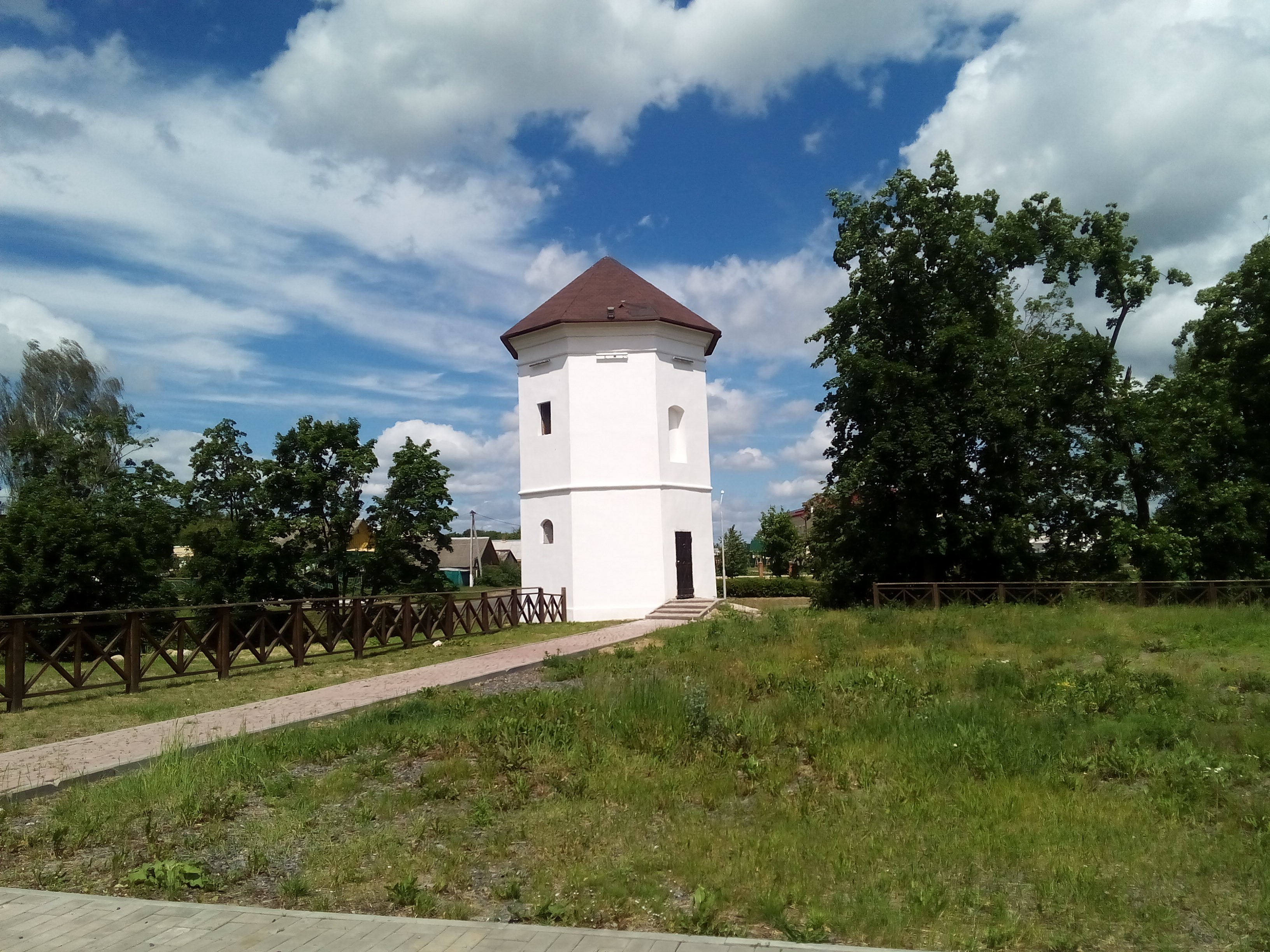
Быховский замок
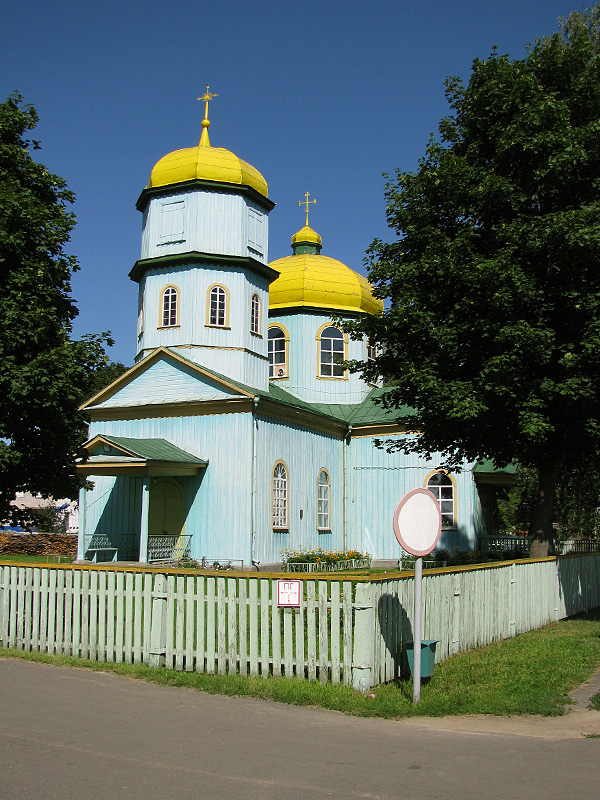
Троицкая церковь
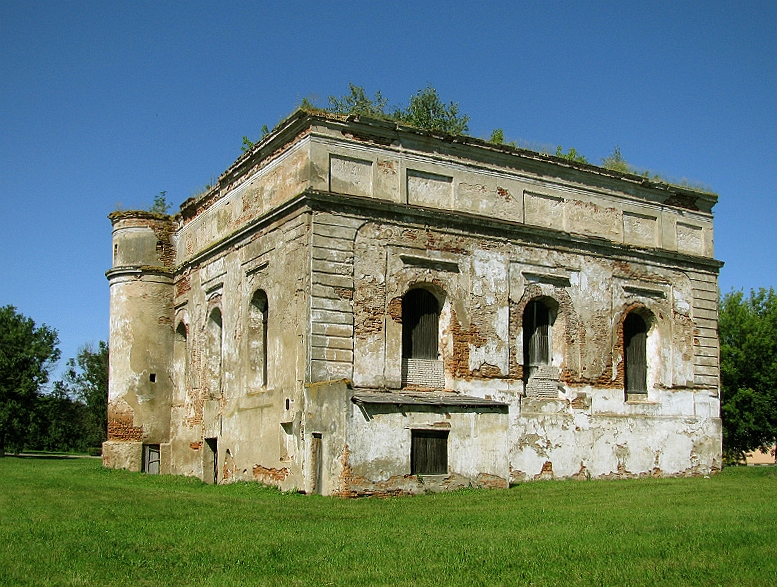
Бывшая синагога
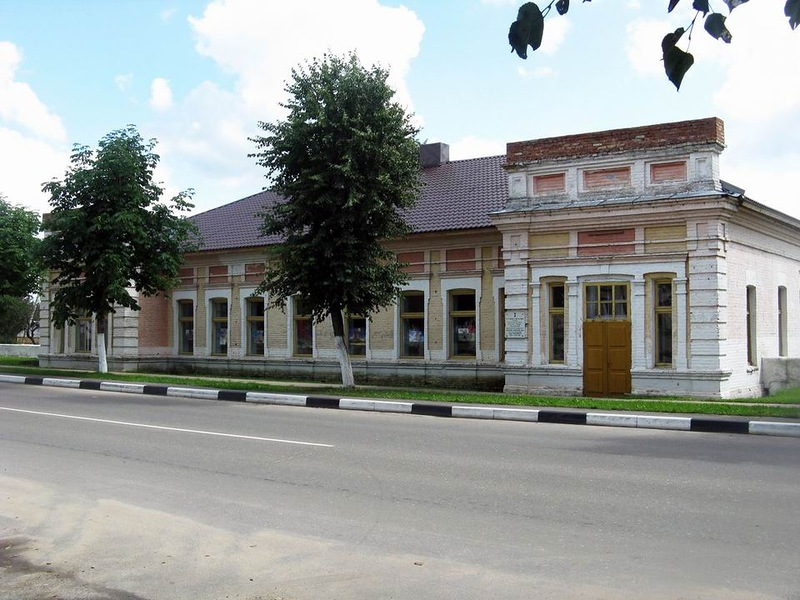
Здание бывшей мужской гимназии
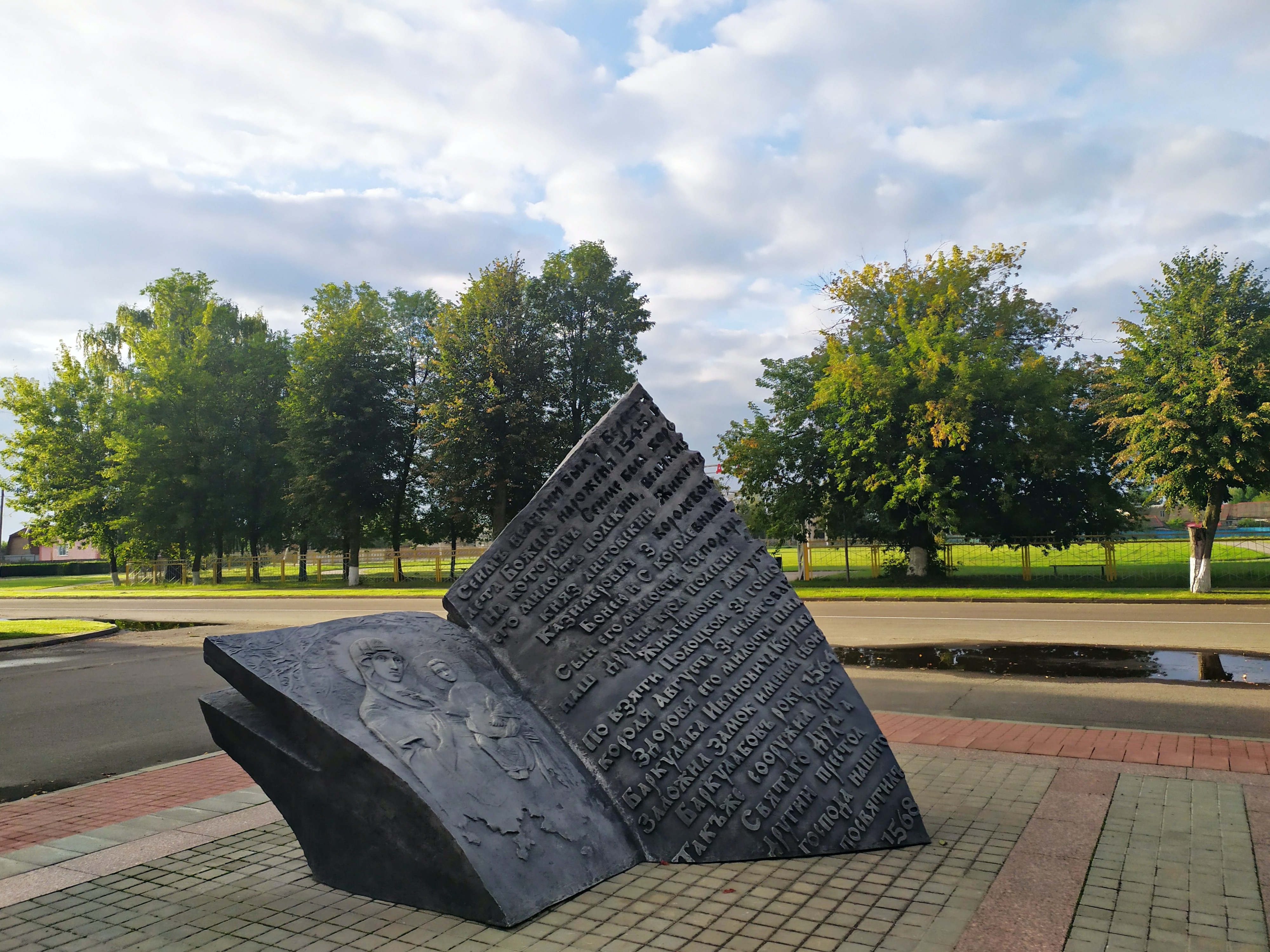
Композиция «Баркулабовская летопись»

## В филателии и нумизматике
- 5 августа 2013 года Министерство связи и информатизации Республики Беларусь выпустило в обращение конверт с оригинальной маркой «День белорусской письменности в Быхове»[37].
- 20 августа 2013 года Министерство связи и информатизации Республики Беларусь выпустило в обращение почтовую марку «Герб Быхова» из серии «Гербы городов Беларуси»[38].

## СМИ
Издаётся районная газета «Маяк Приднепровья», первый номер которой вышел 25 декабря 1918 года, а нынешнее название газета обрела в апреле 1963 года.